# Církvice (Kutná Hora-i járás)
Církvice település Csehországban, a Kutná Hora-i járásban. Církvice Rohozec, Nové Dvory, Třebešice, Čáslav, Kutná Hora, Chotusice és Svatý Mikuláš településekkel határos. Lakosainak száma 1337 fő (2024. január 1.).

## Népesség
A település lakosságának változását az alábbi diagram mutatja:
| Lakosok száma | 1349 | 1347 | 1332 | 1079 | 1099 | 1151 | 1257 | 1331 | 1311 | 1337 |
|               | 1869 | 1890 | 1921 | 1950 | 1980 | 2001 | 2017 | 2019 | 2022 | 2024 |